# Arbeitsgericht Kirchenlamitz
Das Arbeitsgericht Kirchenlamitz war ein bayerisches Arbeitsgericht mit Sitz in Kirchenlamitz.

## Geschichte
Gemäß Arbeitsgerichtsgesetz vom 23. Dezember 1926 wurden in Deutschland Arbeitsgerichte gebildet. Diese waren nur in der ersten Instanz organisatorisch selbstständige Gerichte, die Landesarbeitsgerichte waren den Landgerichten zugeordnet. Am Landgericht Hof entstand so 1927 das Landesarbeitsgericht Hof als eines von 23 Landesarbeitsgerichten in Bayern. In Kirchenlamitz entstand das Arbeitsgericht Kirchenlamitz als eines von drei Arbeitsgerichten des Landesarbeitsgerichts. Sein Sprengel umfasste den Gerichtsbezirk des Amtsgerichts Kirchenlamitz. Es bestand eine allgemeine Kammer für Arbeiter und Angestellte und eine Kammer für das Handwerk.
Bereits 1929 wurde die Zahl der Arbeitsgerichte deutlich reduziert. Das Landesarbeitsgericht Hof wurde aufgehoben, seine Aufgaben übernahm das Landesarbeitsgericht Bamberg. Auch das Arbeitsgericht Kirchenlamitz wurde aufgehoben, seine Aufgaben übernahm das Arbeitsgericht Hof.